# Gorodkowo (Kaliningrad)
Gorodkowo (russisch Городково, deutsch Skören, litauisch Skėriai) ist ein Ort in der russischen Oblast Kaliningrad. Er gehört zur kommunalen Selbstverwaltungseinheit Stadtkreis Slawsk im Rajon Slawsk.

## Geographische Lage
Gorodkowo liegt am Nordufer der Matrossowka elf Kilometer nordwestlich der Kreisstadt Slawsk. In den Ort führt die in Mostowoje von der Regionalstraße 27A-034 (ex R513) abzweigende Kommunalstraße 27K-316. Eine Bahnanbindung besteht nicht.

## Geschichte

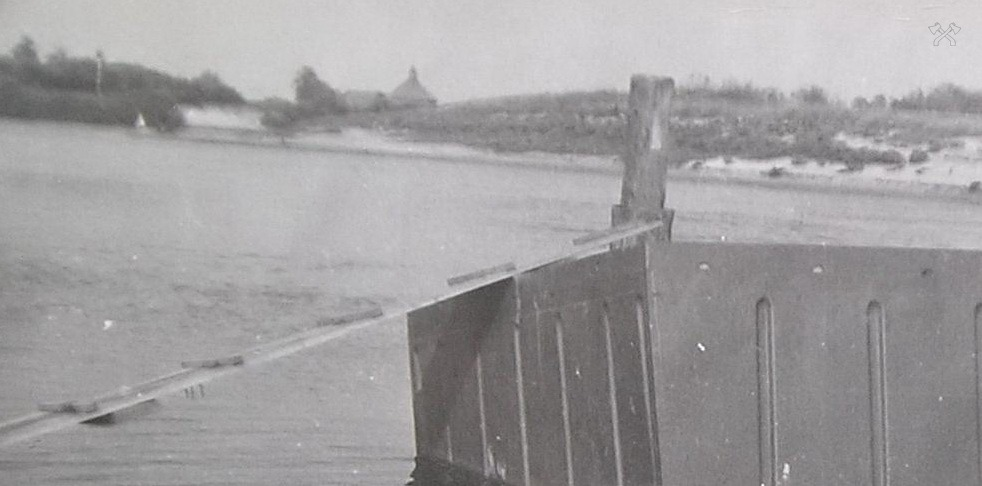
Blick auf Gorodkowo (Skören) vom Nordufer der Matrossowka, im Hintergrund (Mitte) die Kirche Skören.

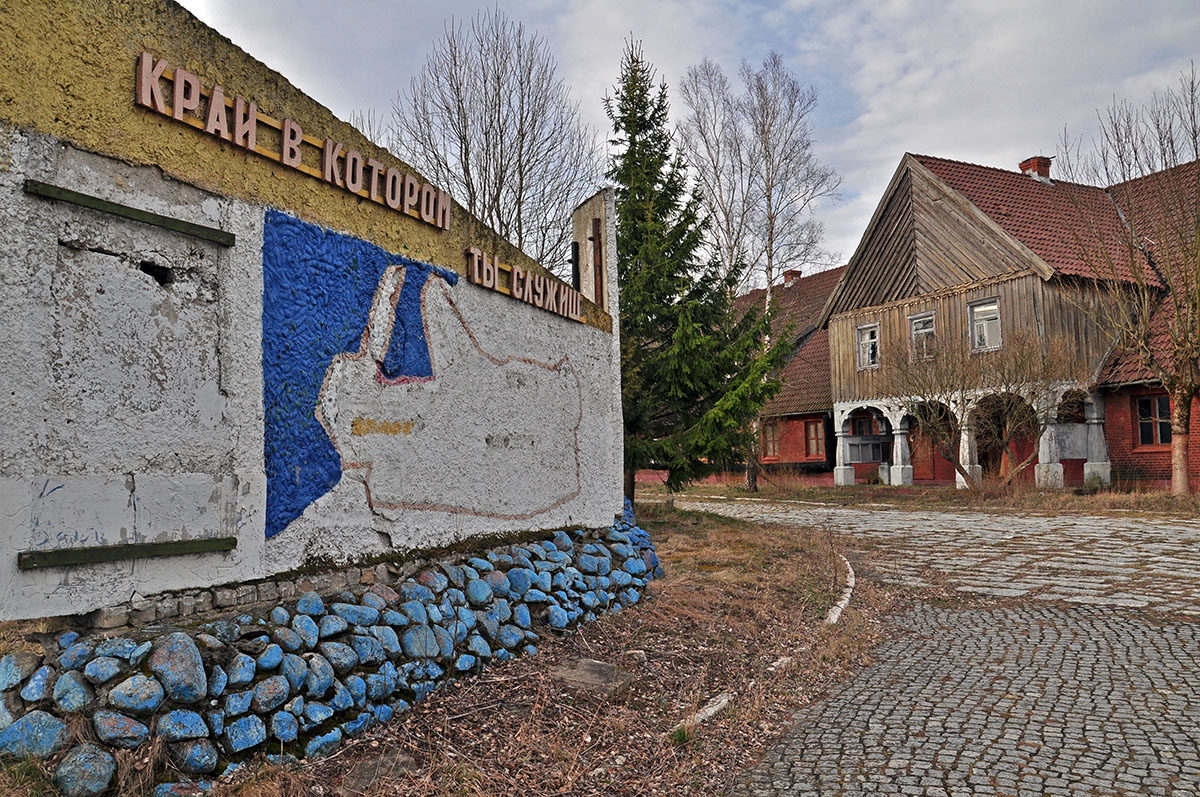

Der kleine seinerzeit Skören genannte Ort wurde 1874 in den neu errichteten Amtsbezirk Karzewischken mit Amtssitz in Groß Karzewischken (1938 bis 1946: Sprosserweide, russisch: Schtschukino, heute nicht mehr existent) eingegliedert. Dieser gehörte bis 1945 – auch nach seiner 1939 erfolgten Umbenennung in „Amtsbezirk Sprosserweide“ – zum Kreis Niederung (ab 1939 „Kreis Elchniederung“) im Regierungsbezirk Gumbinnen der preußischen Provinz Ostpreußen. 
In Kriegsfolge kam Skören 1945 mit dem nördlichen Ostpreußen zur Sowjetunion. Der Ort erhielt 1947 die russische Bezeichnung „Gorodkowo“ und wurde gleichzeitig dem Dorfsowjet Jasnowski selski Sowet im Rajon Slawsk zugeordnet. Von 2008 bis 2015 gehörte Gorodkowo zur Landgemeinde Jasnowskoje selskoje posselenije und seither zum Stadtkreis Slawsk.

### Einwohnerentwicklung
| Jahr | Einwohner |
| ---- | --------- |
| 1910 | 330       |
| 1925 | 336       |
| 1933 | 296       |
| 1939 | 266       |
| 2002 | 335       |
| 2010 | 378       |

## Kirche

### Kirchengebäude
Von der 1932 bis 1933 errichteten Kirche in Skören steht heute nichts mehr. Allenfalls die Fundamente lassen sich noch nördlich des Landweges zur Ortsstelle des nicht mehr existenten Dorfes Baltruscheiten (1938 bis 1946: Balten) erahnen. Es handelte sich um ein achteckiges Gebäude mit Türmchen und war aus Holz erbaut. Den Zweiten Weltkrieg überstand die Kirche unversehrt, wurde danach jedoch bis 1978 zweckentfremdend als Lagerhalle zum Trocknen von Getreide benutzt. Im Jahre 1979 riss man das Gotteshaus ab und errichtete an seiner Stelle einen Melkschuppen.

### Kirchengemeinde
Eine eigene Kirchengemeinde evangelischer Konfession wurde in Skören im Jahre 1909 unter Abzweigung aus dem Kirchspiel der Kirche Kaukehmen (1938 bis 1946: Kuckerneese, russisch: Jasnoje) gegründet. Bereits vorher waren hier bereits eigene Seelsorger eingesetzt. Das Kirchspiel der Kirche Skören mit seinen sieben Orten und Ortschaften existierte bis 1945 und gehörte zum Kirchenkreis Niederung (Elchniederung) innerhalb der Kirchenprovinz Ostpreußen der Kirche der Altpreußischen Union. Flucht und Vertreibung der einheimischen Bevölkerung brachten das kirchliche Leben in Skören resp. Gorodkowo nach 1945 zum Erliegen. Heute liegt der Ort im Einzugsbereich der neu entstandenen evangelisch-lutherischen Kirchengemeinde in Slawsk (Heinrichswalde) innerhalb der Propstei Kaliningrad (Königsberg) der Evangelisch-lutherischen Kirche Europäisches Russland.